# وزارة الداخلية (مصر)
وزارة الداخلية المصرية هي إحدى الوزارات في مصر المسؤولة عن حفظ الأمن وتطبيق القانون، تأسست عام 1805 عندما انشأ محمد علي باشا ديوان باسم ديوان الوالي لضبط الأمن في القاهرة وفي 25 فبراير 1857 عرف ما يسمى نظارة الداخلية ثم تحولت إلى وزارة ورأسها أول وزير داخلية وهو حسين رشدي باشا.
نص دستور مصر 2014 علي مهام وزارة الداخلية وأن الشرطة المصرية هي هيئة مدنية نظامية (شبه عسكرية) وتؤدي واجبها في خدمة الشعب وتكفل للمواطنين الطمأنينة والأمن وتسهر على حفظ النظام والأمن العام والآداب، وتتولى تنفيذ ما تعرضه عليها القوانين واللوائح من واجبات وذلك كله على الوجه المبين بالقانون.
تمتلك وزارة الداخلية قوات شبه عسكرية تعرف بالأمن المركزي مهمتها الحفاظ على الأمن في الحوادث الخطيرة وأعمال الشغب، ويلحق به فئات من الخاضعين للتجنيد العسكري تحددها هيئة التنظيم والإدارة للقوات المسلحة.

## التاريخ
ناظر الداخلية  كان ذلك الاسم الذي يطلق على وزير الداخلية في بداية القرن العشرين وكان الناظر وقتها مصطفى فهمي باشا واستمر استعمال لقب الناظر حتى قيام الحرب العالمية الأولى عام 1914 وإعلان بريطانيا الحماية على مصر وإجراء بعض التغييرات في المناصب السياسية والمسميات وكان منها ذلك اللقب الذي تحول إلى وزير وكان حسين رشدي باشا هو أول وزير للداخلية يحمل هذا اللقب.
واحتفظ العديد من رؤساء الوزراء لأنفسهم بمنصب وزير الداخلية لما يمثله من ثقل يجعله المحرك شبه الأساسي للأحداث داخل البلاد حيث يمكنه التحكم في الانتخابات واختيار رجال الإدارة ومراقبة خصومه السياسيين، وجاء تولي سعد باشا زغلول لمنصب وزير الداخلية إلى جانب رئاسته للوزارة المصرية عام 1924 ليصبغ الوزارة بالصبغة السياسية حيث عمد إلى إبعاد بعض المناوئين لأفكاره ووظف ورقى في الوزارة الذين شاركوا معه في الكفاح واستمر منذ ذلك الحين ولفترة طويلة موظفوا الوزارة تحت رحمة التغييرات السياسية وما تسفر عنه الانتخابات أحياناً ورغم ذلك فنرى أن المفكر والكاتب والمحامى الشهير أحمد لطفي السيد تربع على كرسى وزير الداخلية في لمحة تحسب للتاريخ المهم للوزارة.
وحين أعلنت الجمهورية في مصر عام 1953 حرص جمال عبد الناصر عضو مجلس قيادة الثورة ورئيس الجمهورية فيما بعد على تولي وزارة الداخلية في اطار محاولته الحفاظ على دوره الذي يرسمه لنفسه وهو ما يعطي بعداً لأهمية ذلك المنصب.
والواقع أن منصب وزير الداخلية مثل غيره من مناصب الدولة ووزاراتها ولسنوات تولاه وزراء من أصول غير مصرية وليسوا من خريجي مدرسة البوليس ولم يتدرجوا في المناصب الأمنية والآن يجب أن يكون وزير الداخلية من أبوين مصريين وأن يكون من خريجى كلية الشرطة، ولم يعد في إمكان رؤساء الوزراء تولى منصب وزير الداخلية بل انفصل تمامًا نظرًا لتشعب مهامه وأهميتها القصوى في الحفاظ على أمن وسلامة المواطنين والممتلكات وصار على وزير الداخلية التنازل عن لقب اللواء والاكتفاء بلقب السيد قبل اسمه.

## أكاديمية الشرطة
أنشئت مدرسة البوليس بغرض توفير العدد الكافى من الضباط الذين تحتاجهم الداخلية لمباشرة أعمالهم المختلفة وذلك في إطار سياسة تحقيق الاكتفاء الذاتي وعدم الاستعانة بضباط الجيش في أعمالها، وقد صدر أول قانون بوضع نظام للعمل بالمدرسة عام 1911م، ويعد تولي عزيز بك المصري رئاسة المدرسة في عام 1928م إحدى المحطات المهمة في تاريخها، حيث عمد إلى تطويرها وتحديثها مستندًا إلى ماضيه الحربي المشرّف في العديد من الدول العربية منذ كان ضابطًا في الجيش العثماني. ولم يقتصر دور المدرسة في بادئ الأمر على تخريج ضباط بوليس فقط، بل شهدت عدة أقسام جديدة لتخريج بعض رجال البوليس فيما دون الضباط، مثل قسم الكونستابلات، وشهدت الثلاثينيات أيضًا دخول الكلاب البوليسية إلى المدرسة، وحين ظهرت فائدتها في تعقب الجناة واقتفاء الأثر فتم الاتجاه إلى إنشاء أماكن مخصصة لها وتقديم مزيد من الرعاية الصحية لها، وتحولت المدرسة إلى كلية في أوائل الاربعينيات. وفي عام 1975م أنشئت أكاديمية الشرطة وصارت كلية الشرطة إحدى فروعها المتعددة ومنها كلية الشرطة وكلية الدراسات العليا ومعهد بحوث الشرطة وكلية التدريب والتنمية ومدرسة تدريب كلاب الحراسة ولقبت في فترة بأكاديمية مبارك للأمن وعدلت في تاريخ 25/2/2011 وذلك بناءً على طلب طلبة كلية الشرطة وضباط الشرطة وذلك لأنهم حماة للشعب ولا يتبعن لفرد بعينة وكانوا يطالبون قبل ذلك بهذا الطلب (وأكاديمية الشرطة حصلت عام 2010) على مستوى الثالثة في العالم من حيث الترتيب العلمي والتدريبي ومنشآتها والأولى من حيث المساحة وعنصرها البشري.

## الهيكل التنظيمي

### القطاعات
| - قطاع التفتيش والرقابة - قطاع الخدمات الطبية - قطاع أمن المنافذ - قطاع الحماية المجتمعية | - قطاع الأمن الوطني - قطاع الأمن المركزي - قطاع مصلحة الأحوال المدنية | - قطاع شئون الضباط - قطاع الحراسات الخاصة - قطاع الشرطة المتخصصة | - قطاع الأمن العام - قطاع الأمن الاقتصادي - قطاع الأمن الاجتماعي |

### الإدارات
| - الإدارة العامة للمرور - الإدارة العامة لإمداد الشرطة - الإدارة العامة للأسلحة والذخيرة - الإدارة العامة لاتصالات الشرطة - الإدارة العامة للعمليات الخاصة - الإدارة العامة للحماية المدنية (مصلحة الدفاع المدني سابقا) - الإدارة العامة لقوات أمن السجون - الإدارة العامة لقوات الأمن - الإدارة العامة للتنظيم والإدارة - الإدارة العامة للإعلام والعلاقات العامة - الإدارة العامة للتواصل الاجتماعي - الإدارة العامة لحقوق الإنسان - الإدارة العامة للرعاية الاجتماعية اللاحقة - الإدارة العامة لتدريب كلاب الأمن والحراسة - الإدارة العامة للتدريب | - الإدارة العامة للشئون الإدارية - الإدارة العامة للشئون القانونية - الإدارة العامة لشئون الأفراد - الإدارة العامة للتأمين والمعاشات - الإدارة العامة لمعاهد معاوني الأمن - الإدارة العامة لتصاريح العمل - الإدارة العامة للمعلومات والتوثيق - الإدارة العامة لرعاية الأحداث - الإدارة العامة لأندية وفنادق الشرطة - الإدارة العامة لاتحاد الشرطة الرياضي - الإدارة العامة للتخطيط والبحوث والمتابعة - الإدارة العامة للشئون المالية - الإدارة العامة للشئون الهندسية. - الإدارة العامة للبحوث المالية والموازنة الاستثمارية. - قوات مكافحة الإرهاب | - الإدارة العامة لشرطة رئاسة الجمهورية - الإدارة العامة لشرطة مجلسي النواب والشيوخ - الإدارة العامة لشرطة البيئة والمسطحات المائية - الإدارة العامة لشرطة التعمير والمجتمعات العمرانية الجديدة - الإدارة العامة لشرطة السياحة والآثار - الإدارة العامة لشرطة الكهرباء - الإدارة العامة لشرطة النقل والمواصلات - الإدارة العامة لشرطة التموين والتجارة الداخلية - الإدارة العامة لشرطة ميناء القاهرة الجوى - الإدارة العامة لشرطة ميناء الإسكندرية البحري - الإدارة العامة لشرطة المرافق - الإدارة العامة للجوازات والهجرة والجنسية - الإدارة العامة لأمن المواني | - الإدارة العامة للمباحث الجنائية - الإدارة العامة لشرطة النجدة - الإدارة العامة لتحقيق الأدلة الجنائية - الإدارة العامة لمباحث تنفيذ الأحكام - الإدارة العامة لمباحث المصنفات الفنية وحماية حقوق الملكية الفكرية - الإدارة العامة لمباحث مكافحة التهرب الضريبي و الجمركي والرسوم - الإدارة العامة لمباحث الإنترنت - الإدارة العامة لمباحث مكافحة جرائم الآداب - الإدارة العامة لمكافحة جرائم الأموال العامة - الإدارة العامة لمكافحة المخدرات - إدارة مكافحة جرائم التزييف والتزوير |

### الصناديق
- صندوق التأمين لضباط الشرطة[8]
- صندوق تحسين خدمات الرعاية الاجتماعية والصحية لأعضاء هيئة الشرطة وأسرهم.[9][10]
- صندوق الإنتاج ومشروعات السجون.[11]
- صندوق مشروعات أراضى وزارة الداخلية.[12]

### الشركات
- شركة التحسين للتنمية والاستثمارات [13]
- شركة إربان للتنمية والاستثمار [14]
- شركة المستقبل للاعمال الاستثمارية والتوريدات العامة والخدمات [15]
- شركة الفتح للمقاولات والاستثمار العقاري [16]
- شركة أمان للخدمات التكنولوجية [17]
- شركة تكنولوجيا المعلومات المدنية [18][19]
- دار الشرطة للطباعة والنشر والتوزيع (مطابع الشرطة)[20][21]
- مجمــع الشرطــة لصيانة السيارات [22]
- قــريــة أكـــوا فـيــو بالساحل الشمالي [23]
- منتجع القاهرة الجديدة لرعاية الحيوانات الأليفه [24]

### الأجهزة
- جهاز مشروعات أراضى وزارة الداخلية

### الأكاديميات والمعاهد
- أكاديمية الشرطة
- معهد تدريب ضباط الشرطة
- معهد أمناء الشرطة
- المعهد الأمني للتنمية البشرية

### المراكز
- مركز بحوث الشرطة

## ثورة 25 يناير

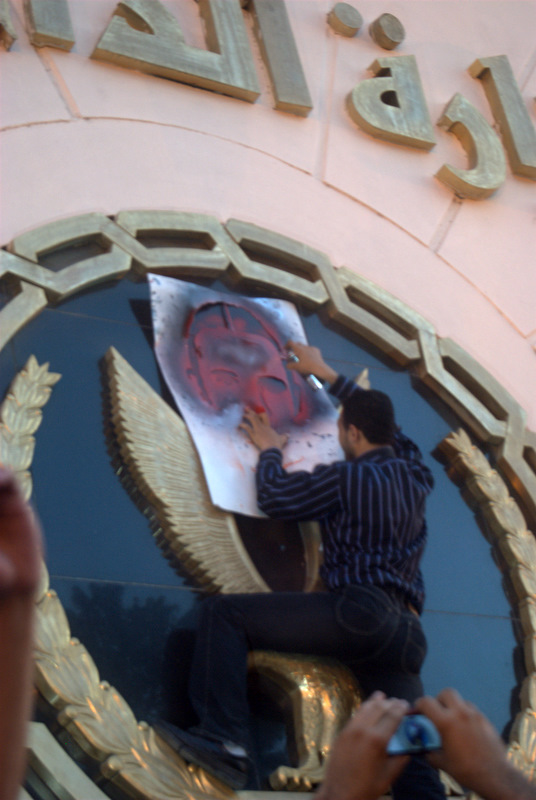
متظاهرون يرشّ جرافيتي بصورة خالد سعيد على شعار وزارة الداخلية أثناء ثورة يناير، عند بوابتها

اندلعت الثورة المصرية سنة 2011 في يوم «عيد الشرطة»، وكان في مقدمة مطالب المحتجين إصلاح وزارة الداخلية، خصوصًا بعد تفجير كنيسة القديسين المريب وقتل خالد سعيد وسيد بلال على يد موظفي الداخلية، فكان النداء للكرامة الإنسانية في هذا السياق.

## اقرأ أيضا
- قائمة وزارات مصر
- مباحث أمن الدولة
- الشرطة المصرية